# Derectaotus annulicercis
Derectaotus annulicercis is een rechtvleugelig insect uit de familie Mogoplistidae. De wetenschappelijke naam van deze soort is voor het eerst geldig gepubliceerd in 1962 door Lucien Chopard.